# En concierto (álbum de Ska-P)
En concierto es un disco grabado en uno de los recitales en vivo dados por la banda de ska punk Ska-P, en 1998. 

## Canciones
El disco consta de cinco temas:
1. Circo ibérico (Live)
2. Gato López (Live)
3. Juan sin tierra (Live)
4. Cannabis (Live)
5. El vals del obrero (Live)

- Datos: Q5831956